# Wikstroemia albiflora
Wikstroemia albiflora är en tibastväxtart som beskrevs av Ryôkichi Ruôkichi Yatabe. Wikstroemia albiflora ingår i släktet Wikstroemia och familjen tibastväxter. Inga underarter finns listade i Catalogue of Life.